# Tây du ký (phim hoạt hình)
Tây du ký là một phim hoạt hình Trung Quốc năm 1999 được sản xuất bởi CCTV. Dựa trên tiểu thuyết cùng tên của Ngô Thừa Ân. Phiên bản tiếng Anh của phim được sản xuất bởi Cinar (bây giờ là DHX Media, trước đây là Cookie Jar Entertainment). Phim hoạt hình ra mắt lần đầu tiên trên kênh Teletoon ở Canada và ra mắt lần đầu trên Cookie Jar Toons một mục trên kênh này ở Hoa Kỳ từ 2009 đến 2010. Tại Việt Nam, phim từng được Công ty Cổ phần Truyền thông Trí Việt (TVM Corp.) mua bản quyền và phát sóng trên kênh HTV3.

## Tóm tắt nội dung
Tôn Ngộ Không được sinh ra từ đá, Phật Tổ Như Lai phạt hắn bị núi Ngũ Hành Sơn đè 500 năm vì tội đại náo thiên cung. Một ngày, Quan Âm nói với chú khỉ là Đường Tam Tạng sẽ giúp chú được tự do và chú khỉ sẽ tham gia việc đi thỉnh kinh từ Đại Đường (Trung Quốc) đến Thiên Trúc (Ấn Độ). Sau khi Đường Tăng đến và giải thoát cho chú khỉ, hắn bái Đường Tăng làm sư phụ và cả hai bắt đầu chuyến hành trình đi thỉnh chân kinh. Không lâu sau, họ gặp hai người đồng hành mới là Trư Bát Giới và Sa Tăng, trên đường đi họ phải đối mặt với nhiều kiếp nạn và những con yêu quái. Họ đã học được nhiều điều từ chuyến đi.

## Diễn viên lồng tiếng Việt (HTV3)
- Hồ Tiến Đạt - Tôn Ngộ Không
- Trần Vũ - Đường Tăng, Thái Bạch Kim Tinh, Nguyên Thủy Thiên Tôn
- Minh Triết - Trư Bát Giới
- Văn Tài - Sa Tăng, Long Vương
- Tất My Ly - Ngọc Đế, Thái Thượng Lão Quân
- Ngọc Châu - Vương Mẫu, Quan Âm Bồ Tát
- Bá Nghị - Lý Tịnh, Phật Tổ
- Hoài Bảo - Nhị Lang Thần
- Hạnh Phúc - Giám Trảm Quan

## Danh sách tập
| #  | Tên tập phim                                                   |
| -- | -------------------------------------------------------------- |
| 1  | "Hầu vương xuất thế" (猴王出世)                                |
| 2  | "Đoạt bảo vật Long Cung" (龙宫取宝)                            |
| 3  | "Phong ba giữ ngựa" (养马风波)                                 |
| 4  | "Đại náo Thiên Cung" (大鬧天宫)                                |
| 5  | "Đại chiến Nhị Lang Thần" (大战二郎神)                         |
| 6  | "Khó thoát bàn tay Phật" (难逃佛掌心)                          |
| 7  | "Khó thoát bày tay Phật (tiếp theo)" (难逃佛掌心（续）)        |
| 8  | "Sư đồ vui tương phùng" (师徒喜相逢)                           |
| 9  | "Thu phục Tiểu Bạch Long" (智收白龙马)                         |
| 10 | "Hòa thượng cướp áo cà sa" (恶僧盗袈裟)                        |
| 11 | "Thu phục Hắc Hùng Yêu" (制服黑熊妖)                           |
| 12 | "Trư Bát Giới bái sư" (猪八戒拜师)                             |
| 13 | "Đi đến Hoàng Phong Lĩnh" (险走黄风岭)                         |
| 14 | "Thu nhận đồ đệ tại Lưu Sa Hà" (流沙河收徒)                    |
| 15 | "Ăn trộm Nhân sâm quả" (偷吃人参果)                            |
| 16 | "Quan Âm cứu cây tiên" (观音救仙树)                            |
| 17 | "Ba lần đánh Bạch Cốt Tinh" (三打白骨精)                       |
| 18 | "Lạc vào động Ba Người" (误入波月洞)                           |
| 19 | "Đường Tăng hóa hổ" (唐僧变老虎)                               |
| 20 | "Bát Giới thỉnh Ngộ Không" (八戒请悟空)                        |
| 21 | "Thu phục yêu quái tại Liên Hoa Động" (平顶山遇险)             |
| 22 | "Thu phục yêu quái tại Liên Hoa Động (tiếp theo)" (莲花洞降妖) |
| 23 | "Lão quốc vương báo mộng" (老国王托梦)                         |
| 24 | "Trừ yêu quái tại nước Ô Kê" (乌鸡国除妖)                      |
| 25 | "Ngộ Không gặp Hồng Hài Nhi" (悟空遇圣婴)                      |
| 26 | "Thu phục Hồng Hài Nhi" (收伏红孩儿)                           |
| 27 | "Tỉ võ ở Sa Trì Quốc" (车迟国比武)                             |
| 28 | "Đại Thánh trừ tam yêu" (大圣除三妖)                           |
| 29 | "Dạ trở Thông Thiên Hà" (夜阻通天河)                           |
| 30 | "Khổ chiến với Độc Giác Quái" (苦斗独角怪)                     |
| 31 | "Nữ Nhi Quốc kỳ ngộ" (女儿国奇遇)                              |
| 32 | "Ép duyên ở động Tỳ Bà" (琵琶洞逼婚)                           |
| 33 | "Tôn Ngộ Không thật giả" (真假孙悟空)                          |
| 34 | "Phật Tổ phân biệt hầu tử" (佛祖识猕猴)                        |
| 35 | "Bị vây hãm ở Hỏa Diệm Sơn" (被困火焰山)                       |
| 36 | "Kịch chiến với Ngưu Ma Vương" (激战牛魔王)                    |
| 37 | "Lửa thiêu động Bàng Tơ" (火烧盘丝洞)                          |
| 38 | "Tiêu diệt rết tinh" (消灭蜈蚣精)                              |
| 39 | "Giải oan Kim Quang Tháp" (金光塔平冤)                         |
| 40 | "Gặp nạn ở Tây Thiên giả" (假西天遭难)                         |
| 41 | "Phật Di Lặc thu yêu đồng" (弥勒收妖童)                        |
| 42 | "Ngộ Không thành danh y" (悟空成名医)                          |
| 43 | "Xảo đoạt Tử Kim Linh" (巧取紫金铃)                            |
| 44 | "Hàng yêu tại Sư Đà Lĩnh" (勇闯狮驼岭)                         |
| 45 | "Đại Thánh đấu tam yêu" (大圣斗三魔)                           |
| 46 | "Vãng cứu Tì Khưu Quốc" (拯救比丘国)                           |
| 47 | "San bằng động Vô Đáy" (填平无底洞)                            |
| 48 | "Lão quốc vương hồ đồ" (糊涂老国王)                            |
| 49 | "Đại náo động Liên Hoàn" (大闹连环洞)                          |
| 50 | "Thiên Trúc Quốc kén rể" (天竺国招亲)                          |
| 51 | "Hằng Nga thu phục Ngọc Thố" (嫦娥收玉兔)                      |
| 52 | "Đến Linh Sơn thỉnh kinh" (灵山取真经)                         |

## Nhạc phim
| Ca khúc                                                | Lời                               | Lời        | Thể hiện                | Thể hiện            | Thể hiện |
| Ca khúc                                                | Trung Quốc                        | Việt Nam   | Trung Quốc              | Việt Nam            |          |
| ------------------------------------------------------ | --------------------------------- | ---------- | ----------------------- | ------------------- | -------- |
| Hầu Ca (猴哥) - nhạc mở đầu                            | Tiêu Bạch (肖白) Trương Lê (张黎) | Thanh Hồng | Trương Vỹ Tiến (张伟进) | Quốc Quân, Tiến Đạt |          |
| Bạch Long Mã (ngựa Bạch Long / 白龙马) - nhạc kết thúc | Tiêu Bạch (肖白) Trương Lê (张黎) | Huyền Chi  | Dàn hợp xướng Đài CCTV  | Huyền Chi, Tiến Đạt |          |